# 婆羅洲龐鯰
婆羅洲龐鯰，為輻鰭魚綱鯰形目粒鯰科的其中一種，為熱帶淡水魚，分布於亞洲印尼婆羅洲Mahakam河流域，體長可達8.3公分，棲息在底層水域，生活習性不明。

## 扩展阅读
維基物種上的相關：婆羅洲龐鯰